# 图尔宽火车站
图尔宽火车站是法国北部里尔欧洲都会区的一个地铁车站，位于里尔地铁2号线上，圖爾寬市镇范围内，自1999年8月18日起开放。

## 站名
在2017年3月6日以前，该站被称为“图尔宽塞巴斯托波尔站”（Tourcoing – Sébastopol），后因铁路图尔宽站开通了Ouigo列车，为方便引导外地旅客而更名。

## 位置
图尔宽火车站（50°43'18"N, 3°9'50"E）位于圖爾寬境内，鲁贝街与蒂耶尔街交汇处附近。

## 设施
图尔宽火车站为一个地下车站，通过自动扶梯连接地面，设有自动售票机、电子显示器、屏蔽门等设施。

## 站台设置
| 西↑ |      |                      |
|     | 侧式 |                      |
|     |      | 洛姆-圣菲利贝尔方向← |
|     |      | 德龙中心医院方向→    |
|     | 侧式 |                      |
| 东↓ |      |                      |

## 配套交通

### 铁路
铁路图尔宽站位于地铁图尔宽火车站东侧大约300米，正常步行时间在5分钟以内。

### 城市公共交通
| 图尔宽火车站附近的公共交通线路 |            |                   |
| 公交车站名称                   | 位置       | 停靠线路          |
| Gare de Tourcoing 图尔宽火车站 | 地铁站地面 | L4 L8 17 35 Z1 Z4 |

### 社会车辆
图尔宽火车站附近设有P+R停车场。

## 临近车站
| 上一站                  | 里尔地铁 | 里尔地铁      | 里尔地铁 | 下一站                   |
| ----------------------- | -------- | ------------- | -------- | ------------------------ |
| 卡尔列往洛姆-圣菲利贝尔 |          | 里尔地铁2号线 |          | 图尔宽中心往德龙中心医院 |